# Charles Wesley
Charles Wesley (ur. 18 grudnia 1707 w Epworth, zm. 29 marca 1788 w Londynie) – angielski teolog i reformator religijny.

## Życiorys
Brat Johna Wesleya. Współtwórca ruchu metodystów; autor ponad 5500 hymnów religijnych, z których wiele do dzisiaj jest śpiewanych w zborach protestanckich.

## Najbardziej znane hymny Wesleya[2]
- „And Can It Be That I Should Gain?”
- „Christ the Lord Is Risen Today”
- „Christ, Whose Glory Fills the Skies”
- „Come, O Thou Traveler unknown”
- „Come, Thou Long-Expected Jesus”
- „Hail the Day that Sees Him Rise”
- „Hark! the Herald Angels Sing”
- „Jesus, Lover of My Soul”
- „Jesus, The Name High Over All”
- „Lo! He Comes with Clouds Descending”
- „Love Divine, All Loves Excelling”
- „O for a Thousand Tongues to Sing”
- „Rejoice, the Lord is King”
- „Soldiers of Christ, Arise”
- „Ye Servants of God”